# سيسيليا فريري
سيسيليا فريري (بالإسبانية: Cecilia Freire)‏ هي ممثلة إسبانية، ولدت في 17 نوفمبر 1981 في مدريد في إسبانيا.

## الأعمال
- الفيزياء والكيمياء

## وصلات خارجية
- سيسيليا فريري على موقع IMDb (الإنجليزية)
- سيسيليا فريري على موقع ألو سيني (الفرنسية)
- سيسيليا فريري على موقع قاعدة بيانات الفيلم (الإنجليزية)
- سيسيليا فريري على موقع كينوبويسك (الروسية)